# Bajorvágás
Bajorvágás (szlovákul: Bajerovce) község Szlovákiában, az Eperjesi kerület Kisszebeni járásában.

## Fekvése
Eperjestől 43 km-re, Kisszebentől 27 km-re északnyugatra, a Tarca és a Poprád között fekszik.

## Története
A falut 1330 körül a német jog alapján alapították. 1366-ban „Bayorwagasa” néven említik először. A tarcai uradalomhoz tartozott, majd a 15. századtól a palocsai uradalom része lett. 1427-ben 13 portával adózott. 1475-ben „Beyrhaw” alakban szerepel. Birtokosai a Palocsay, Berzeviczy és Dessewffy családok voltak. Az 1570-es években ruszinokat telepítettek ide. 1787-ben 68 háza és 463 lakosa volt.
A 18. század végén Vályi András így ír róla: „BAJOR VÁGÁS. Bajerovtze tót falu Sáros Vármegyében, birtokos Ura Gróf Szirmay Uraság, lakosai katolikusok, fekszik Palotsától egy mértföldnyire. Határja a’ hegyeken sovány, de réttyeik jók, és legelőjök hasznos, ’s marha kereskedéssel élnek, mind a’ két féle fája elég, harmadik Osztálybéli.”
1828-ban 89 háza volt 681 lakossal. Lakói mezőgazdasággal, állattartással foglalkoztak.
Fényes Elek 1851-ben kiadott geográfiai szótárában így ír a faluról: „Bajorvágás, orosz falu, Sáros vgyében, Palocsához dél-nyugotra 1 mfd. 12 r., 670 g. kath. lak. Gör. paroch. templom. Fenyvese derék; földje hideg és sovány. F. u. b. Palocsay Horváth. Ut. p. Eperjes.”
A trianoni diktátum előtt Sáros vármegye Héthársi járásához tartozott.
1959-ben egy tűzvészben 80 ház égett le.

## Népessége
| Év:            | 1994. | 2004.    | 2014.    | 2024.   |
| -------------- | ----- | -------- | -------- | ------- |
| Emberek száma: | 390   | 330      | 295      | 270     |
| Eltérés:       |       | -15,38 % | -10,60 % | -8,47 % |

| Év:            | 2023. | 2024.   |
| -------------- | ----- | ------- |
| Emberek száma: | 267   | 270     |
| Eltérés:       |       | +1,12 % |

1910-ben 608, túlnyomórészt ruszin lakosa volt.
2001-ben 354 lakosából 293 szlovák és 60 ruszin volt.
2011-ben 306 lakosából 153 ruszin és 145 szlovák.

## Nevezetességei
- Minden év júniusában ruszin folklórfesztivált rendeznek.
- A faluban három ásványvízforrás található.
- Görögkatolikus temploma.
- Római katolikus temploma.